# スピード・イーアン
スピード・イーアン（Ian Speed、1973年-）は、元パラリンピック出場陸上選手・弁護士。オーストラリア出身、宮崎市在住。IPC 世界パラ陸上競技クラス　T12　(視覚障害)。

## 主な成績
2006年 - IPC陸上競技世界選手権大会 (オランダ) 400m・800m出場
2008年 - 北京パラリンピック (中国) 800m出場
2013年 - IPC陸上競技世界選手権大会 (フランス) 800m・1500m出場
2019年 - 国際盲人マラソンかすみがうら大会（茨城県）優勝。